# The 7th Guest
The 7th Guest ist ein Point-and-Click-Adventure, das von Trilobyte entwickelt und 1993 von Virgin Interactive für Personal Computer mit dem Betriebssystem MS-DOS veröffentlicht wurde. Es gilt als eine der Killerapplikationen für die Verbreitung von CD-ROM-Laufwerken und wurde insgesamt über zwei Millionen Mal verkauft.

## Handlung
Das Spiel setzt auf eine Variation des Faust-Themas. Ein vom Leben Enttäuschter mit Namen Henry Stauf (Anagramm für Faust) geht einen Pakt mit dem Teufel (im Spiel als die Stimmen dargestellt) ein.
Henry Stauf ist Spielzeugmacher. Kinder, die Spielzeug von ihm erworben haben, werden krank und sterben. Stauf erhält von den Stimmen die Inspirationen für seine Puppen, dafür bekommen die Stimmen die Seelen der Kinder.
Sonderling Stauf hat sich eine Villa abseits der Stadt gebaut, in die er eines Tages sechs Gäste einlädt. Stauf hat jedem Gast die Erfüllung seines Lebenstraums versprochen. Dafür verlangt er aber als Gegenleistung die Auslieferung eines Kindes, das sich im Haus versteckt hält (der namensgebende 7. Gast). Nur eine Minderheit der Gäste erkennt die bösen Absichten von Stauf und versucht, das Kind zu retten.
Während des Spielverlaufes, der hauptsächlich aus der Lösung von Intelligenz- und Geduldsspielen besteht, führen die Konflikte zwischen den Gästen dazu, dass sich selbige nach und nach gegenseitig umbringen. Einige werden auch von Stauf bzw. seinen dämonischen Verbündeten getötet. Vor dem Finale bleiben nur der Junge und der Spieler („das Ego“) übrig…

## Spielprinzip und Technik
The 7th Guest ist ein 1st-Person-Adventure, das heißt, der Darstellung des Geschehens erfolgt aus der Perspektive des Spielers. Es handelt sich um ein Point-and-Click-Adventure; der Mauszeiger ist frei auf dem Bildschirm positionierbar und verändert sein Aussehen, wenn er über Gegenständen der Spielwelt positioniert wird, mit denen eine Interaktion möglich ist; die Interaktion kann dann über die Maustasten eingeleitet werden. Die Kamera zeigt ein vorgerendertes Standbild der jeweiligen Umgebung. Die Navigation innerhalb der Spielwelt erfolgt über Ausgänge – das können im Standbild dargestellte Türen oder Treppen sein, in größeren Räumen aber auch imaginäre Objekte am Bildschirmrand, die den Zugang zu anderen Teilen des Raumes ermöglichen. Klickt der Spieler auf einen solchen Ausgang, wird er im Rahmen einer simulierten Kamerafahrt zu einem neuen, für diesen Ausgang vordefinierten Ort gebracht, wo erneut ein Umgebungsstandbild angezeigt wird. Der Spieler kann sich so Ort für Ort durch die Spielwelt navigieren. Die zu lösenden Minispiele werden ebenfalls über den Mauszeiger bedient.

## Produktionsnotizen

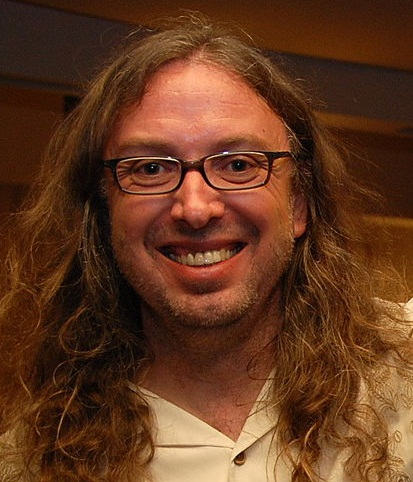
Einer der beiden Entwickler: Graeme Devine (2010)

Das Entwicklungsbudget überstieg eine Million Dollar – eine für damalige Verhältnisse sehr hohe Summe. Die Rahmengeschichte wurde auch als Roman veröffentlicht. Das Buch trägt den gleichen Titel wie das Spiel und trägt maßgeblich zum Verständnis der Rahmenhandlung bei, welches im Spiel durch den unchronologischen Ablauf der Videosequenzen schwer nachzuvollziehen ist. Die Szenen vor und nach jedem der Spiele sowie die Einleitung in das Spiel wurden mit realen Schauspielern gedreht und umgesetzt.
The 7th Guest war eines der ersten Computerspiele, die ausschließlich auf CD-ROM veröffentlicht wurden, da es nicht auf eine Sammlung von Disketten gepasst hätte. Die ersten Spiele auf CD-ROM erschienen 1991 (Sherlock Holmes: Consulting Detective, Spiele für Spielkonsolen ab 1989). Der Originalausgabe folgten Umsetzungen für CD-i, Macintosh (1994) und Windows (1997). 1995 erschien die Fortsetzung The 11th Hour. 2010 wurde eine Version für Apples iOS veröffentlicht. Im Februar 2012 wurden The 7th Guest und 11th Hour als Downloadversionen auf der digitalen Vertriebsplattform GOG.com angekündigt; am 9. Februar erschien The 7th Guest dort. Auf der Vertriebsplattform DotEmu waren beide Titel ab Ende Januar 2012 erhältlich. 2013 erschien mit The 7th Guest: Remastered eine Version für mobile Endgeräte mit Android-Betriebssystem. Nur die CDi-Version verfügt über deutsche Sprachausgabe. 2011 erschien mit The 7th Guest: Infection ein von Trilobyte erstellter Ableger für iOS-Geräte, der ein Puzzle aus dem Originalspiel aufgreift und zu einem eigenständigen Spiel erweitert.
Die Fortsetzung The 11th Hour spielt ebenfalls im Haus von Henry Stauf, allerdings wesentlich später und mit anderen Protagonisten (außer Henry Stauf). Einige der in The 7th Guest getöteten Gäste tauchen kurz als Geister auf. Ein dritter Teil, The 7th Guest III – The Collector, war für 2004 angekündigt, wurde jedoch bis heute nicht veröffentlicht. Trilobyte hat im November 2011 bekanntgegeben, dass The 7th Guest III (nicht identisch mit dem ursprünglich geplanten The Collector) voraussichtlich im  Herbst 2012 als Downloadspiel mit mehreren Episoden erscheinen soll. Im Dezember 2013 wurde eine Crowdfunding-Kampagne zu The 7th Guest III – The Collector gestartet, bei der 435.000 US-Dollar für die Finanzierung gefordert wurden. Dieser Finanzierungsbetrag konnte nicht erreicht werden.
Das Entwicklerstudio Attic Door Productions startete im Juli 2015 eine weitere Crowdfunding-Kampagne auf Kickstarter, um The 13th Doll, einen spirituellen Nachfolger zu the The 7th Guest und The 11th Hour zu entwickeln. Die Kickstarter-Kampagne war erfolgreich. Für die Rolle des Henry Stauf konnte, wie schon bei den Vorgängern, der Schauspieler Robert Hirschboeck gewonnen werden. Entwickler Trilobyte stellte außerdem die Lizenz für die kommerzielle Vermarktung seiner Marke zur Verfügung. Das Spiel erschien 2019 für die Betriebssysteme Linux, Mac OS und Windows.
Ende 2023 erschien eine Virtual-Reality-Version von The 7th Guest für PC, Meta Quest und Sony Playstation VR2.

## Rezeption
Das Magazin Power Play lobte die visuelle und akustische Präsentation des Spiels sowie die "knackigen Logikrätsel". Es kritisierte den linearen Spielablauf, das Missverhältnis zwischen hochwertiger Präsentation und eher simplem Inhalt sowie den mit 180 Mark für damalige Verhältnisse hohen Preis des Spiels. Insgesamt sah das Magazin im technischen Ansatz des Spiels die "Zukunft der elektronischen Unterhaltung".
Das Fachmagazin Adventure Gamers ordnete The 7th Guest 2011 in seiner Liste Top 100 All-Time Adventure Games auf Platz 82 ein.